# Apocalypse de Moïse
La Vie d'Adam et Ève (VAE), connue également dans sa version grecque sous le nom d'Apocalypse de Moïse, est un ensemble d'écrits pseudépigraphes qui relèvent de la littérature juive mystique, particulièrement du commentaire aggadique hagiographique, à dater du premier siècle avant ou après J.C. 

## Origines et composition
L'œuvre, qui relève de la littérature juive mystique, particulièrement du commentaire aggadique hagiographique, est originaire de Palestine et est à dater du premier siècle avant ou après J.C. dans une version grecque qui est peut-être l'originelle même si on peut également supposer que cette dernière soit fondée sur des éléments préchrétiens araméens voire hébreux. 
On en connait vingt-cinq manuscrits - ainsi que des dizaines de recensions, dont une centaine pour la version latine - dont le plus ancien date au plus tôt du IXe siècle. L'appellation Apocalypse de Moïse est due au premier éditeur de la version grecque, Constantin von Tischendorf, qui l'a ainsi nommé en 1866 d'après l'adresse d'un des manuscrits qui pose « Histoire et vie d'Adam et Ève révélée par Dieu à son serviteur Moïse » bien que dans la suite du récit, ce dernier ne joue aucun rôle. La première édition de la Vita Adae et Evae latine est due à Wilhelm Meyer en 1878. De nouvelles versions ont encore été mises au jour au début des années 1980 et, plus récemment encore, au tournant des années 2000, une nouvelle recension latine figurant dans des manuscrits exhumés à Paris et à Milan. 

## Contenu
Le texte se fonde sur l'épisode de la Genèse (3-4) qui relate la chute, dont il se veut le complément, racontant la vie d'Adam et Ève, depuis leur expulsion du jardin d'Éden jusqu'à leur mort. Les différentes versions qui nous sont parvenues diffèrent parfois notablement les unes des autres, la version latine comptant par exemple vingt-et-un premiers chapitres ignorés de la version grecque, cette dernière comporte un récit de la chute de l'homme par Ève en quinze chapitres qui sont absents du texte grec. 
Le texte s'attache à la naissance de Caïn, d'Abel, de Seth et des autres enfants du couple, ensuite à la maladie d'Adam et au comportement d'Ève. Après la mort d'Adam, l'archange Michel prend le corps d'Adam pour l'enterrer dans « le paradis du troisième ciel » et il est promis à Adam et à tous ses descendants qu'ils prendront part à la résurrection des morts.

## Versions
Le texte survit dans quatre ou cinq recensions majeures, dont aucune n'est originale :
- Version araméenne : considérée comme perdue. Aucune trace trouvée dans les Manuscrits de la Mer Morte.
- Version grecque (Apocalypse de Moïse) : une traduction probable de l'araméen[7],[8].
- Version latine (Vita Adae) : traduction d'une source grecque différente de celui qui survit.
- Version arménienne 1 (La Pénitence d'Adam) : édition compilée à partir des trois manuscrits. Le contenu de la Pénitence d'Adam arménienne comprend à la fois les pénitences dans les rivières (introuvable dans la version grecque) et le récit de la chute (pas trouvé dans la version latine)[9].
- Version arménienne 2 (Le Livre d'Adam) : simple traduction de la version grecque.
- Version slavonique : à l'évidence une traduction de l'Apocalypse de Moïse grecque[10].
- Version géorgienne (Le Livre d'Adam et Ève) : plusieurs insertions par des scribes chrétiens[11].
- Version copte : très fragmentaire, considérée comme une traduction du grec ou de l'araméen.

## Influences
Postérieurement, on trouve deux références à l'Apocalypse de Moïse dans le Nouveau Testament, plus précisément dans le Deuxième épître aux Corinthiens : « Satan déguisé en ange de lumière » (11:14), et le « paradis » du « troisième ciel » (12:2-3). Le contexte fortement ironique pourrait indiquer que cette légende a été présentée à l'Église par ses ennemis : « ces apôtres par excellence » (11:5, 12:11).
La Grotte de Trésors, est un texte apocryphe rédigé en langue syrienne par Éphrem le Syrien (306-373). Une partie importante du contenu provient de l'Apocalypse de Moïse. Le manuscrit qui existe aujourd'hui est daté au VIe siècle ou plus tard.